# Sciences de l'Univers
 (octobre 2019).
Bien qu'en principe l'Univers regroupe tout ce qui existe, les sciences de l'Univers désignent en pratique les disciplines scientifiques qui étudient ce qui est extérieur à la Terre.

## Les différentes branches
- Astronomie
- Astrophysique
- Cosmologie

## La vie dans l'Univers
- Exobiologie
- Système planétaire

## La forme et l'évolution de l'Univers
- Big Bang
- Big Crunch
- Évolution et Conscience

## Les objets de l'Univers
- Comète
- Galaxie d'Andromède
- Petit Nuage de Magellan
- Grand Nuage de Magellan
- Système solaire
- Voie lactée
- Exoplanètes

### Galaxies
- Galaxie
  - Galaxie spirale
  - Galaxie elliptique
  - Galaxie irrégulière
  - Radiogalaxie
  - Quasar
- Amas de galaxies
- Superamas de galaxies

### Étoiles et nébuleuses
- Constellation
- Étoile
- Naine blanche
- Nébuleuse
- Pulsar
- Supernova
- Étoile à neutrons
- Trou noir
- Soleil